# 조선왕조실록 적상산사고본
조선왕조실록 적상산사고본(朝鮮王朝實錄 赤裳山史庫本)은 서울특별시 용산구 국립중앙박물관에 있는 조선왕조실록이다. 
2019년 6월 26일 대한민국의 국보 제151-4호로 지정되었다.

## 개요
『조선왕조실록(朝鮮王朝實錄)』은 조선 태조(太祖)에서부터 조선 철종(哲宗) 때까지 25대 472년간(1392～1863)의 역사를 편년(編年)으로 정리한 책이다. ‘성종대왕실록(成宗大王實錄)’처럼 왕의 묘호(廟號)를 붙인 서명으로 간행되었으므로, 일반적으로 ‘조선왕조실록’ 이라고 통칭한다. 완질은 1,717권에 이르는 방대한 기록이다. 1606년(선조 39년) 3부의 활자본 실록과 전주사고의 원본 및 교정본을 합한 5부의 실록이 성립되었다. 선조 완성된 실록은 재난에 대비하고자 이때 새로 금속활자로 간행한 3부는 각각 춘추관사고(春秋館史庫; 서울), 태백산사고(太白山史庫; 봉화), 적상산사고(赤裳山史庫, 무주)에, 임진왜란의 화를 면한 전주사고본 원본은 정족산사고(鼎足山史庫; 강화)에 교정본은 오대산사고(五臺山史庫, 평창)에 보관하여, 전국 5대 사고(史庫)에 분산하여 보존하였다.
조선왕조실록은 조선시대의 정치ㆍ문화․사회ㆍ외교ㆍ경제ㆍ군사ㆍ법률 등 각 방면의 역사적 사실이 망라되어 있으며, 국왕도 마음대로 열람하지 못했을 정도로 진실성과 신빙성이 매우 높은 사료이다. 이러한 가치를 인정받아 1973년 12월31일 국보 제151호로 정족산사고본 1,181책(제151-1호), 태백산사고본 848책(제151-2호), 오대산사고본 27책(제151-3호), 기타 산엽본 21책(제151-4호), 도합 2,077책을 국보로 지정하였다. 이후 국제적으로도 역사적․학술적 가치를 인정받아 1997년 10월 유네스코 세계기록유산에도 등재되었다. 2006년에는 일본 동경대학교가 서울대학교에 오대산사고본 실록 47책을 기증함으로써 국보 제151-3호에 편입된 변화가 있었다.
기 지정 범위에 포함되지 않았던 적상산사고본은 6.25전쟁 당시 북한으로 유출되어 보존되고 있다고 전할 뿐 현품은 물론 실상 또한 알려져 있지 않았다. 이번에 확인된 적상산사고본은 국립중앙박물관 소장의 1책과 한국학중앙연구원 장서각 소장의 3책 등 모두 4책이다. 이 중 국립중앙박물관에서 2005년에 공개 구입한 1책(『광해군일기』 권55～58)은 「이왕가도서지장(李王家圖書之章)」, 「무주적상상간사고 소장 조선총독부기증본(茂朱赤裳山史庫所藏 朝鮮總督府寄贈本)」등의 소장인이 찍혀 있어 전라북도 무주의 적상산사고에 보관되었던 실록임을 알 수 있다. 적상산사고본 실록의 발견으로 국내에는 4대 서고인 정족산․오대산․적상산․태백산사고본이 완질 또는 일부 소장된 사실을 확인할 수 있게 되었다.

## 같이 보기
- 조선왕조실록

## 참고 자료
- 조선왕조실록 적상산사고본 - 국가유산청 국가유산포털